# Nebka
El faraó Nebka de la III dinastia (llista d'Abidos, papir de Torí) ha estat identificat per Swelim com el faraó amb nom d'Horus Khaba. La identificació és discutida.
Generalment, el nom de Nebka s'associava a Sanakht per l'opinió de Lauer i Petrie, avui en discussió per nous descobriments. Nebka podria ser el nom Nesut-bit de Sanakht (Sanakht, nom d'Horus), que seria un germà de Djoser que el va precedir en el tron; sembla que no s'ha d'associar amb Nebkara, que seria de 50 anys més tard. Nebka precedeix Djoser en el papir de Torí i se li dona un regnat de 19 anys. La pedra de Palerm, fragmentada, sembla que li dona només 17 anys, 2 mesos i 23 dies; Manethó li dona 28 anys, però no és segur que el seu Necherothes correspongui a Nebka (a part del fet que Manethó el col·loca el darrer de la dinastia II per exaltar el paper de Djoser en fer-lo fundador de la dinastia III). També el col·loca primer la llista d'Abidos.
Nebka (Khaba?) es coneix per les restes arqueològiques. La prova més antiga n'és la inscripció del nom a la mastaba de Saqqara Q 3345-3346; segueixen les d'Abusir, un cartutx ara al Museu de Berlín i un cartutx al Museu de Leipzig, i una menció en una tomba nomenant un sacerdot del temple funerari de Nebka, que seria el temple proper de Niuserra. Apareix el nom dèbilment en uns taps de gerra trobats per James E. Quibell a la tomba S2322 de Saqqara, però no és segur que es tracti del nom del rei perquè la tomba és de la segona dinastia. Nabil Swelim esmenta una tomba trobada als darrers anys al complex de Djoser, el propietari de la qual es diu Niankh Nebka, que per una sèrie de raons es pensa que podria indicar un cert culte a Nebka durant la quarta dinastia; a la tomba a 50 metres al nord-oest, el propietari de la tomba es diu Niankh Ba, que estaria format pel nom d'un altre rei de la dinastia III. L'egiptòleg Kurt Sethe va llegir un segell de Bet Khallaf com a Nebka, però al cartutx només és llegible Ka. Petrie fa referència a alguns escarabats de Nebka: el nom és tancat en un cartutx i la característica és de començaments de la dinastia, però també n'existeixen exemples fins a la cinquena dinastia.
Khaba és conegut per les troballes d'Arkell publicades el 1956 i 1958: unes copes i bols amb el segell Horus de Khaba. No se sap ben bé d'on procedien, algunes eren de la tomba de Z 500 al nord de la piràmide de Zawiyet al-Aryan i d'altres les havia trobades Reisner també a la zona de la piràmide. A Zawiet, hi ha tombes de les dinasties 1, 2, 3 i 18 i algunes de predinàstiques. Foren les últimes inscripcions en pedra, car després les gerres i objectes de pedra ja no es van gravar (el costum va desaparèixer, de fet, en temps de Khasekhemui), fins que es va tornar a fer amb Snefru. La capa de piràmide de Zawiyet al-Aryan s'atribueix al rei Khaba, però Swelim atribueix aquesta a Neferka. La piràmide hauria tingut cinc esglaons, però no es va acabar.
A part de l'esmentat, s'han trobat segells o impressions amb el nom Khaba a Hieracòmpolis i en algun altre lloc (Naqada). Als escarabats i cilindres de Petrie, s'hi troba un nom reial llegit com a Irt Djed.f, que podria ser Khaba; també dos bols amb el nom Horus Khaba del complex de Sahura a Abusir i de la necròpolis de Naga ed-Deir. Finalment, s'ha trobat un segell del rei a Elefantina. En total, entre les troballes en cinc punts diferents, el seu nom és esmentat una dotzena de cops.
No se sap res del seu regnat més que una referència de Manethó, que ens diu que en el seu temps hi va haver una revolta dels libis. Tradicionalment, se'l va considerar fill de Khasekhemui, però avui dia això és molt dubtós. L'origen de la dinastia, això no obstant, sí que s'ha de buscar en la II. El canvi dinàstic, més que un trencament genealògic, seria un canvi de capital, de Tinis o Abidos a Memfis, després de la reunificació. Els experts s'inclinen a pensar que fou Khasekhemui qui va fer construir el cementiri de Gisr al-Mudir a Saqqara, però ell encara fou enterrat a Abidos; la seva dona Nimaathapi fou enterrada a Bet Khallaf, prop d'Abidos (una altra es creu que és a Helwan), i es pensava pel seu títol de "mare dels fills del rei" que fou la mare del primer faraó.
La piràmide de Zawiet al-Aryan (7 km al nord de Saqqara) li fou atribuïda, però Swelim li assigna com a monument funerari un fortí a Hieracòmpolis i no pas Zawiet al-Aryan, on el seu nom no s'ha trobat, i que seria incompatible amb la seva posició a l'inici de la dinastia, ja que el monument esmentat té una tècnica constructiva (fou construït amb pedres que formaven paret que augmentava progressivament la inclinació) que es va seguir i millorar en la dinastia IV i no s'usava en la dinastia II. El seu nom apareix en vuit gerres de pedra en una mastaba una mica al nord. A la piràmide, no hi ha restes escrites del temps de la construcció.
A. Dodson proposa com a tomba de Nebka (o del primer rei de la dinastia III) una de les dues d'Abu Rawash (zona de Memfis), al nord del llogaret d'Abu Roash, conegut com a Al Dair, que fou excavat el 1902 per Palenque i el 1931 per Macramallah. Swelim, en canvi, pensa que pot ser de Sanakht.